# Polaggia
Polaggia è una frazione del comune di Berbenno di Valtellina. Ha circa 1 500 abitanti e ha una densità pari a 700 ab./km².
Degni di nota nella frazione di Polaggia sono la chiesa di S. Abbondio, del XIV secolo, e la chiesa di San Gregorio, anch'essa del XIV secolo, nella zona dove si trovava il castello di Mongiardino, ora distrutto, di cui la chiesa era cappella.
Dal 1816 al 1825 fu municipalità a sé stante.